# Metán (departamento)

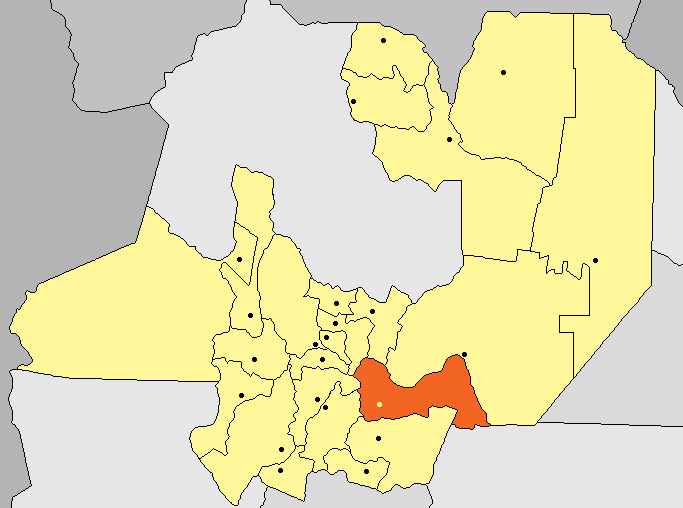
Mapa do Departamento Metán.

Departamento Metán é um departamento da província de Salta, na Argentina.